# Ilyushin Il-46
O Ilyushin Il-46 foi um bombardeiro produzido na União Soviética entre 1951 e 1952, como resultado de uma diretiva para redesenhar o projeto do Il-42  (metade dos desenhos já haviam sido completados à época). A especificação revisada era para uma aeronave com o dobro do alcance e uma carga de bombas 1,5 vezes maior, com o protótipo devendo ser entregue para testes de aceitação em Julho de 1952. A Ilyushin iniciou o projeto de duas versões da mesma aeronave, um com asa reta (Il-46) e outro com asas em flecha (Il-46S), com o máximo possível em comum entre as duas aeronaves. Para atingir o prazo dos testes, a Ilyushin construiu apenas a versão de asa reta, com medo que o projeto, fabricação e características de voo da aeronave com asa enflechada pudesse causar atrasos.
A estrutura, construída de liga de alumínio com aço era utilizado em partes que sofriam mais esforços, lembrando um grande Il-28. A longa fuselagem tinha superfícies  na cauda enflechadas e uma disposição similar da cabine de pilotagem para a tripulação de um piloto, um navegador e um atirador na parte de trás. A asa, que que era moderadamente afunlidada mas com bordos de ataque retos, foi copiada do Il-28, sendo montado na posição média da fuselage. Os controles de voo consistiam em ailerons usuais, profundores e o leme, todos equipados com estabilizadores para reduzir a carga de força no controle dos pilotos durante o voo, além de atuadores hidráulicos "reversíveis".
Dois motores Lyulka AL-5 foram colocados em longas naceles a frente da asa, com a saída através de longos dutos na parte de trás das naceles, após o bordo de fuga da asa. Os motores eram montados desta forma para dar espaço ao trem de pouso retrátil, com duas pernas em cada lado ligadas às naceles dos motores sob a asa. O par de pernas do trem de pouso principal, lado a lado, retraíam em direções opostas, uma para frente e outra para trás, com as rodas rodando a 90º para ficarem alinhadas com os longos dutos de exaustão dos motores AL-5. Para melhorar o desempenho, duas garrafas de JATO poderiam ser colocadas na parte traseira da fuselagem. O desempenho era também melhorado quando motores Lyulka AL-5F (forseerovannyy - pós-combustão) eram utilizados.
Os testes de voo foram bem sucedidos, com o Il-46 cumprindo todos os requisitos. A produção não foi iniciada pelo fato do Tupolev Tu-88 ter provado um melhor desempenho e foi colocado em produção como Tu-16.
A versão com asa enflechada Il-46S foi projetada em conjunto, mas a construção não foi iniciada, para assegurar que os recursos não fossem retirados do Il-46.

## Variantes
- Il-46 - Asa "reta"
- Il-46S - Asa enflechada